# Семих Ерден
Семих Ерден (тур. Semih Erden; Истанбул, 28. јул 1986) бивши је турски кошаркаш. Играо је на позицији центра.

## Каријера
Ерден је каријеру започео 2003. у турској Дарушафаки. За Дарушафаку је одиграо само једну утакмицу, а остатак сезоне је играо у омладинском погону клуба. Следеће сезоне прешао је у Партизан из Београда. У Јадранској лиги просечно је постизао 4,6 поена и 3,2 скока, забележивши 17 дабл-дабл учинака. Рекордних 17 поена постигао је у сусрету против Хемофарма. У Евролиги просечно је постизао 3 поена и 2,3 скока за 12,5 минута проведених у игри. Рекордних 10 поена забележио је у сусрету против турског Ефес пилсена. Сезону 2005/06. провео је као члан турског Фенербахчеа. За Фенербахче је у домаћем првенству постизао 6,5 поена и 5,4 скока за 18,4 минута проведених у игри. Седам пута је имао дабл-дабл учинак, а рекорд сезоне му је био 14 поена на једној утакмици. У Евролиги је наступио у девет сусрета и за 9,1 минут проведених у игри постизао 3,4 поена и 2,2 скока. У сезони 2006/07. просечно је у домаћем првенству за 161, минут у игри постизао 6,4 поена и 3,8 скока, а највише поена (10) постигао је у сусрета са Галатасарајом. У Евролиги је за 13,8 минута проведених у игри постизао 4,5 поена и 3,1 скок. Следеће сезоне у домаћем првенству постизао је 7,1 поена и 4,7 скокова за 19,5 минута по утакмици. Имао је и шест дабл-дабл учинка, а највише поена (15) постигао је на утакмици против Колејлилера. Велики део сезоне је пропустио због повреде колена. У Евролиги је за 19,3 минута у игри постизао 6,7 поена и 4,3 скока, забележивши три пута дабл-дабл учинак и убацивши рекордних 15 поена у Евролиги на сусрету против Панатинаикоса. Пријавио се на НБА драфт 2008. године, где су га Бостон селтикси изабрали као последњег у 2. кругу (60. укупно). 

## Успеси

### Клупски
- Партизан:
  - Првенство Србије и Црне Горе (1): 2004/05.
- Фенербахче:
  - Првенство Турске (3): 2006/07, 2007/08, 2009/10.
  - Куп Турске (1): 2010.
  - Суперкуп Турске (1): 2008.

### Репрезентативни
- Светско првенство:  2010.
- Европско првенство до 18 година:  2004.
- Европско првенство до 20 година:  2006.